# Élections municipales de 1965 à Nice
 (janvier 2022).
Si vous disposez d'ouvrages ou d'articles de référence ou si vous connaissez des sites web de qualité traitant du thème abordé ici, merci de compléter l'article en donnant les références utiles à sa vérifiabilité et en les liant à la section « Notes et références ».
Pour les articles homonymes, voir Élections municipales à Nice.
Les élections municipales de 1965 à Nice ont eu lieu le 14 mars 1965.

## Mode de scrutin
À Nice, comme dans toutes les communes de plus de 30 000 habitants est en vigueur un scrutin majoritaire avec liste bloquée à deux tours : la liste gagnante (majorité absolue au premier tour, relative au second) remporte la totalité des sièges du conseil municipal. Le conseil municipal de Nice est composé de 37 sièges.

## Contexte

### Rappel des résultats de l'élection de 1959
| Tête de liste            | Tête de liste   | Liste       | Voix    | %      | Sièges |
| Tête de liste            | Tête de liste   | Liste       | Voix    | %      | CM     |
| ------------------------ | --------------- | ----------- | ------- | ------ | ------ |
|                          | Jean Médecin *  | CR-MRP-SFIO | 45 263  | 44,10  | 17     |
|                          | Virgile Barel   | PCF         | 31 842  | 31,00  | 12     |
|                          | Pierre Pasquini | UNR         |         | 21,00  | 8      |
|                          |                 |             |         |        |        |
| Inscrits                 | Inscrits        | Inscrits    | 146 517 | 100,00 |        |
| Abstentions              |                 |             |         |        |        |
| Votants                  |                 |             |         |        |        |
| Blancs et nuls           |                 |             |         |        |        |
| Exprimés                 |                 |             |         |        |        |
| * liste du maire sortant |                 |             |         |        |        |

## Candidats
- Virgile Barel mène une liste du PCF, de la SFIO et du PSU
- Jean Médecin, maire sortant, conduit une liste soutenue par le CR et le MRP
- Louis Delfino conduit une liste de l'UNR et des RI

## Résultats
| Tête de liste            | Tête de liste  | Liste          | Voix    | %      | Sièges |
| Tête de liste            | Tête de liste  | Liste          | Voix    | %      | CM     |
| ------------------------ | -------------- | -------------- | ------- | ------ | ------ |
|                          | Jean Médecin * | CR-MRP         | 66 166  | 53,71  | 37     |
|                          | Virgile Barel  | PCF-SFIO-PSU   | 30 290  | 24,59  |        |
|                          | Louis Delfino  | UNR-RI         | 26 780  | 21,74  |        |
|                          |                |                |         |        |        |
| Inscrits                 | Inscrits       | Inscrits       | 167 483 | 100,00 |        |
| Abstentions              | Abstentions    | Abstentions    | 41 422  | 24,73  |        |
| Votants                  | Votants        | Votants        | 126 061 | 75,27  |        |
| Blancs et nuls           | Blancs et nuls | Blancs et nuls | 2 875   | 2,28   |        |
| Exprimés                 | Exprimés       | Exprimés       | 123 186 | 97,72  |        |
| * liste du maire sortant |                |                |         |        |        |